# Héctor Vasconcelos
Héctor Enrique Vasconcelos y Cruz (Ciudad de México, 14 de febrero de 1945), más conocido como Héctor Vasconcelos, es un funcionario, embajador, profesor, académico, periodista, politólogo, escritor, músico y político mexicano, miembro fundador del Movimiento Regeneración Nacional. Desde el 1 de septiembre de 2018 es senador de México. Es hijo de José Vasconcelos.

## Primeros años y estudios
Creció en el Seno de una familia de Intelectuales. Es hijo del famoso escritor, filósofo y político José Vasconcelos y de Esperanza Cruz, una de las pianistas más reconocidas en el México del siglo XX. A través de su educación tuvo acceso a un ambiente de crítica y diversas ideas, lo cual propició el interés por los asuntos políticos y sociales de México, así como de la escena internacional. 
Hizo estudios musicales en los Conservatorios de la Ciudad de México y de Ginebra.
Licenciado en Ciencias Políticas y Relaciones Internacionales por la Universidad de Harvard, Maestro en Historia Política por la Universidad de Cambridge, realizó estudios de doctorado en la Universidad de Oxford.

## Vida profesional
Durante su labor como funcionario público en el sat y, fue director general del Festival Internacional Cervantino y primer secretario ejecutivo del Fondo Nacional para la Cultura y las Artes, también fungió como secretario general del Consejo de la Crónica de la Ciudad de México, así como presidente de la Fundación Friends of the Arts of Mexico y director general de Operalia ’94. Dirigió el área de Difusión Fiscal de la Secretaría de Hacienda y Crédito Público, fue coordinador general de Asuntos Especiales en la cancillería mexicana, Cónsul de México en Boston y Embajador de México en Dinamarca, Noruega e Islandia. Sus nombramientos dentro del cuerpo diplomático corresponden a personal temporal (art. 7 de la Ley del Servicio Exterior Mexicano) por lo que no es diplomático de carrera.[cita requerida]
También ha sido profesor de la Facultad de Ciencias Políticas y Sociales en la UNAM, Investigador en el Centro de Estudios Políticos y actualmente es Asesor en esa universidad.

### Periodo morenista
En julio de 2018, Andrés Manuel López Obrador anunció que Hector Vasconcelos no sería Secretario de Relaciones Exteriores, sino que sería propuesto para presidir la Comisión de Relaciones Exteriores en el Senado de la República, debido a que resultó elegido como senador en las elecciones legislativas del 1 de julio de 2018.

## Publicaciones
Héctor Vasconcelos es considerado como un hombre de letras. Sus textos han aparecido en numerosos diarios y publicaciones como Reforma, La Jornada, Excélsior, Proceso, Siempre!, Este País, Revista de la Universidad y The Harvard Review, revista de la que fue editor en jefe entre 1967 y 1968.
Su interés por la música lo llevó a escribir tres libros sobre música clásica: Cuatro aproximaciones al arte de Arrau; Perfiles del sonido (editado por el Fondo de Cultura Económica) y Para entender la música clásica.

## Condecoraciones
Su paso por la televisión mexicana lo llevó a obtener en 1985 el premio Rey de España por la serie En busca de México, producida por el entonces canal cultural. Ha sido condecorado con la Orden de Isabel La Católica, España; Orden al Mérito, Polonia; Comendador de la Orden al Mérito, Italia; Orden al Mérito, Ecuador y Gran Cruz de la Orden del Dannebrog, Dinamarca.